# Maladie polykystique du foie
 Mise en garde médicale
La maladie polykystique du foie ou polykystose hépatique (PKH) décrit généralement la présence de multiples kystes dispersés dans le tissu hépatique normal. La PKH est généralement observée en association avec une maladie rénale polykystique autosomique dominante, avec une prévalence de 1 sur 400 à 1 000, et représente 8 à 10 % de tous les cas de maladie rénale terminale. La forme autosomique dominante de la maladie polykystique du foie, bien plus rare, évolue sans affecter les reins.

## Physiopathologie
Des associations avec les gènes PRKCSH et SEC63 ont été décrites. La maladie polykystique du foie existe sous deux formes : la polykystose rénale autosomique dominante, caractérisée par des kystes rénaux, et la polykystose hépatique autosomique dominante, qui se limite à des kystes hépatiques[réf. nécessaire].

## Diagnostic
La majorité des patients atteints de PKH sont asymptomatiques et présentent des kystes simples, souvent découverts lors d'examens de routine. Une fois la présence de kystes hépatiques confirmée, des analyses de laboratoire peuvent être effectuées pour évaluer la fonction hépatique, incluant la bilirubine, la phosphatase alcaline, l'alanine aminotransférase et le temps de prothrombine.
Chez les patients atteints de PKH, l'hypertrophie du foie exerce fréquemment une pression sur les organes voisins, provoquant des nausées, des troubles respiratoires et une réduction de la capacité physique. La classification de la progression de la maladie repose sur l'évaluation du volume de parenchyme hépatique fonctionnel en comparaison avec le nombre et la taille des kystes.
La maladie polykystique du foie peut exister sous forme de polykystose hépatique isolée (PKHI), de maladie rénale polykystique autosomique dominante (PKRAD) ou de maladie rénale polykystique autosomique récessive (PKRAR).

## Traitement
De nombreux patients étant asymptomatiques, ils ne nécessitent pas de chirurgie. En revanche, pour ceux souffrant de douleurs ou de complications liées aux kystes, le traitement vise à réduire la taille des kystes tout en préservant le parenchyme hépatique fonctionnel.
Les kystes peuvent être retirés chirurgicalement ou par aspiration sclérotique.

## Lectures complémentaires
- (en) Everson GT, « Polycystic liver disease », Gastroenterology & Hepatology, vol. 4, no 3,‎ mars 2008, p. 179–81 (PMID 21904493, PMCID 3088294)